# Otto Bobergh
Otto Gustaf Bobergh, född 17 april 1821 på Bernshammars bruk, död 29 januari 1882, var en svensk affärsman.

## Biografi
Otto Bobergh växte upp hos sin faster i Stockholm och fick arbeta i stadens största sidenkramhandel, Medbergska vid Mynttorget. På 1840-talet var han i Paris i tre år och återvände sedan till Stockholm. Han hade nu också börjat måla. Han reste åter till Paris på 1850-talet och under världsutställningen 1855 hade han plats i de stora sidenmagasin som ägdes av Compagnie Lyonaise. Han kom sedan till London där han försörjde sig som konstnär. Han återvände till Paris och startade tillsammans med Worth firman Worth & Bobergh, en butik som vände sig till rika kvinnor. Affärerna gick bra och Bobergh byggde upp en förmögenhet. Han flyttade så småningom tillbaka till Stockholm och köpte en fastighet på Drottninggatan 55. Han inredde sin våning i lyx och med dyrbara konstsaker. Han köpte även Kevinge gård vid Edsviken och umgicks mycket med kungen, Karl XV.
Han gifte sig 1872 med skådespelaren Therèse Björklund.